# Texas in July
I Texas in July sono stati un gruppo musicale metalcore statunitense formatosi a Ephrata, in Pennsylvania, nel 2007 e scioltosi nel 2015. Sono tornati nel 2021 con un nuovo EP e sono tuttora attivi

## Storia del gruppo
La band si forma nel 2007 a Ephrata, nella Contea di Lancaster (Pennsylvania), dove i membri frequentavano la stessa scuola superiore. Nel 2008 il gruppo pubblica in formato digitale il suo primo EP, intitolato Salt of the Earth, che viene successivamente pubblicato anche in formato CD e distribuito dalla CI Records. Sempre sotto la CI Records il gruppo pubblica nel 2009 il suo primo album in studio, dal titolo I Am. In seguito alla pubblicazione dell'album i Texas in July partono in tour al fianco di August Burns Red, The Devil Wears Prada, Every Time I Die e Maylene and the Sons of Disaster. Nel 2010 il gruppo pubblica il singolo Uncivilized, contenente anche la canzone Fight Fair.
L'8 luglio 2010 la band firma per la Equal Vision Records. Di lì a poco il chitarrista Logan Maurer lascia la band amichevolmente poiché desideroso di proseguire gli studi e frequentare il college. Al posto di Maurer si unisce al gruppo Chris Davis. L'attività live della band non si ferma e suonano insieme a gruppi del calibro di We Came as Romans, Woe, Is Me, For Today, The World Alive e Silverstein.
Nel 2011 il gruppo pubblica il suo secondo album One Reality, il primo con la Equal Vision. In seguito partono in tour sempre con i We Came as Romans e anche con Miss May I, Of Mice & Men e Close to Home.

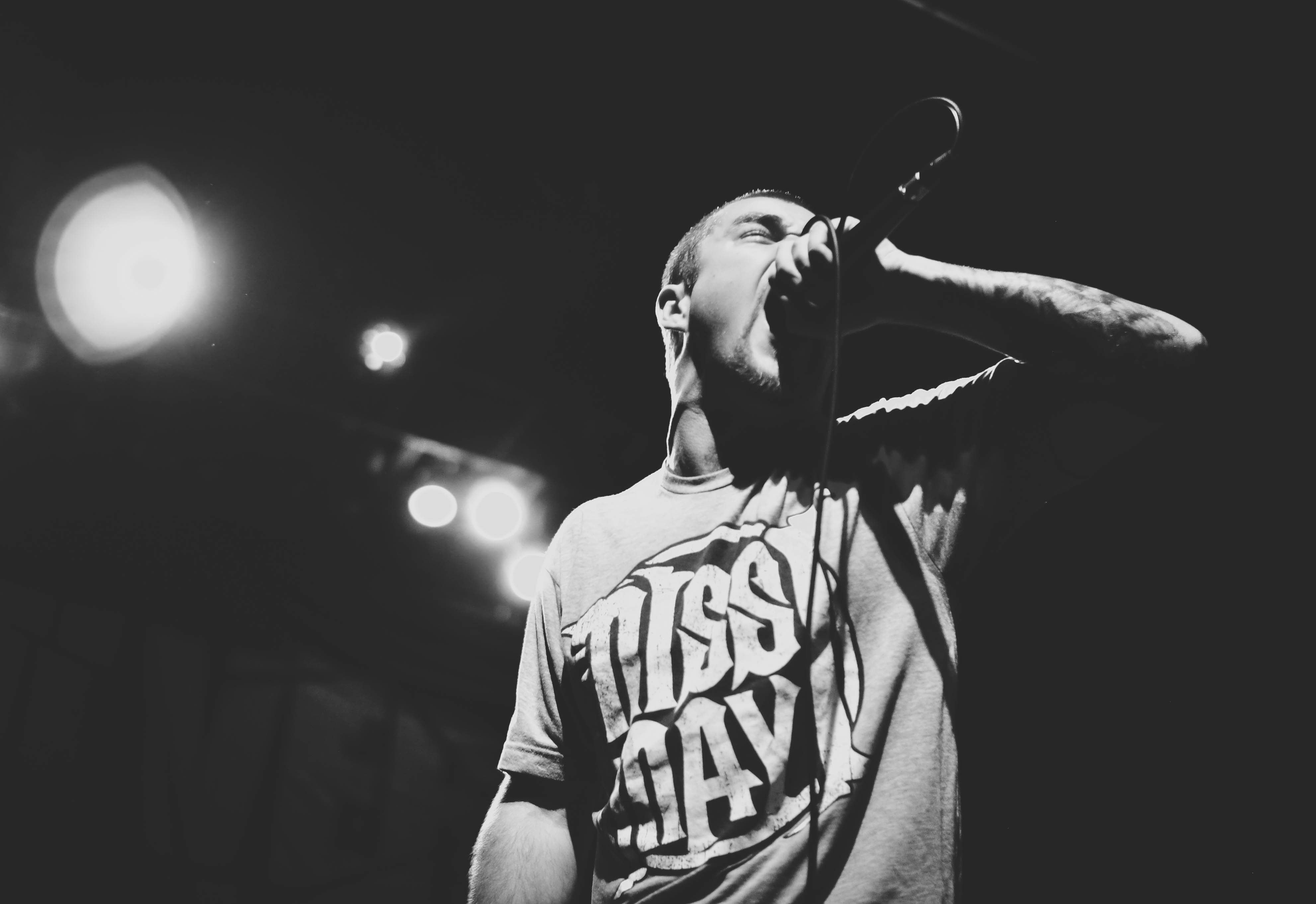
Alex Good, cantante dei Texas in July sino al 2013

Il 9 ottobre 2012 pubblicano il loro terzo album Texas in July, anticipato dal singolo Bed of Nails l'11 settembre dello stesso anno.
Il 13 febbraio 2014 viene annunciato con un video su YouTube che il cantante Alex Good e il chitarrista Christian Royer hanno deciso di lasciare la band. Al posto di Good viene scelto J.T. Cavey, mentre per Royer non viene cercato nessun sostituto. Il 16 giugno dello stesso anno viene pubblicata una nuova canzone, Broken Soul, che va ad anticipare l'uscita del quarto album di inediti della band, Bloodwork, avvenuta il 16 settembre successivo.
Nel 2015 annunciano il loro scioglimento definitivo, accompagnato da un tour finale in Europa.

## Formazione

### Ultima
- JT Cavey – voce (2014-2015)
- Chris Davis – chitarra (2010-2015)
- Ben Witkowski – basso (2007-2015)
- Adam Gray – batteria (2007-2015)

### Ex componenti
- Logan Maurer – chitarra ritmica (2007-2010)
- Christian Royer – chitarra solista (2007-2014)
- Alex Good – voce (2007-2014)

### Turnisti
- Alex Mola – voce (2013)
- Kyle Ahern – chitarra solista (2013)
- Cam Welsh – chitarra solista (2013)

## Discografia

### Album in studio
| Anno | Titolo                                                                                  | Posizione in classifica | Posizione in classifica | Posizione in classifica | Posizione in classifica | Posizione in classifica |
| Anno | Titolo                                                                                  | US                      | US Heat                 | US Ind                  | US Rock                 | US Hard Rock            |
| ---- | --------------------------------------------------------------------------------------- | ----------------------- | ----------------------- | ----------------------- | ----------------------- | ----------------------- |
| 2009 | I Am - Data di pubblicazione: 15 settembre 2009 - Etichetta: CI Records                 | —                       | —                       | —                       | —                       | —                       |
| 2011 | One Reality - Data di pubblicazione: 16 aprile 2011 - Etichetta: Equal Vision Records   | 174                     | 3                       | 31                      | 46                      | 12                      |
| 2012 | Texas in July - Data di pubblicazione: 9 ottobre 2012 - Etichetta: Equal Vision Records | 152                     | 4                       | 39                      | —                       | 15                      |
| 2014 | Bloodwork - Data di pubblicazione: 16 settembre 2014 - Etichetta: Equal Vision Records  | 71                      | 4                       | 18                      | 26                      | 8                       |

### Raccolte
| Anno | Titolo                                                                 |
| ---- | ---------------------------------------------------------------------- |
| 2013 | Reflections - Data di pubblicazione: 23 luglio - Etichetta: CI Records |

### EP
| Anno | Titolo                                                                            |
| ---- | --------------------------------------------------------------------------------- |
| 2008 | Salt of the Earth - Data di pubblicazione: 7 ottobre 2008 - Etichetta: CI Records |